# Belagerung von Orléans (1563)

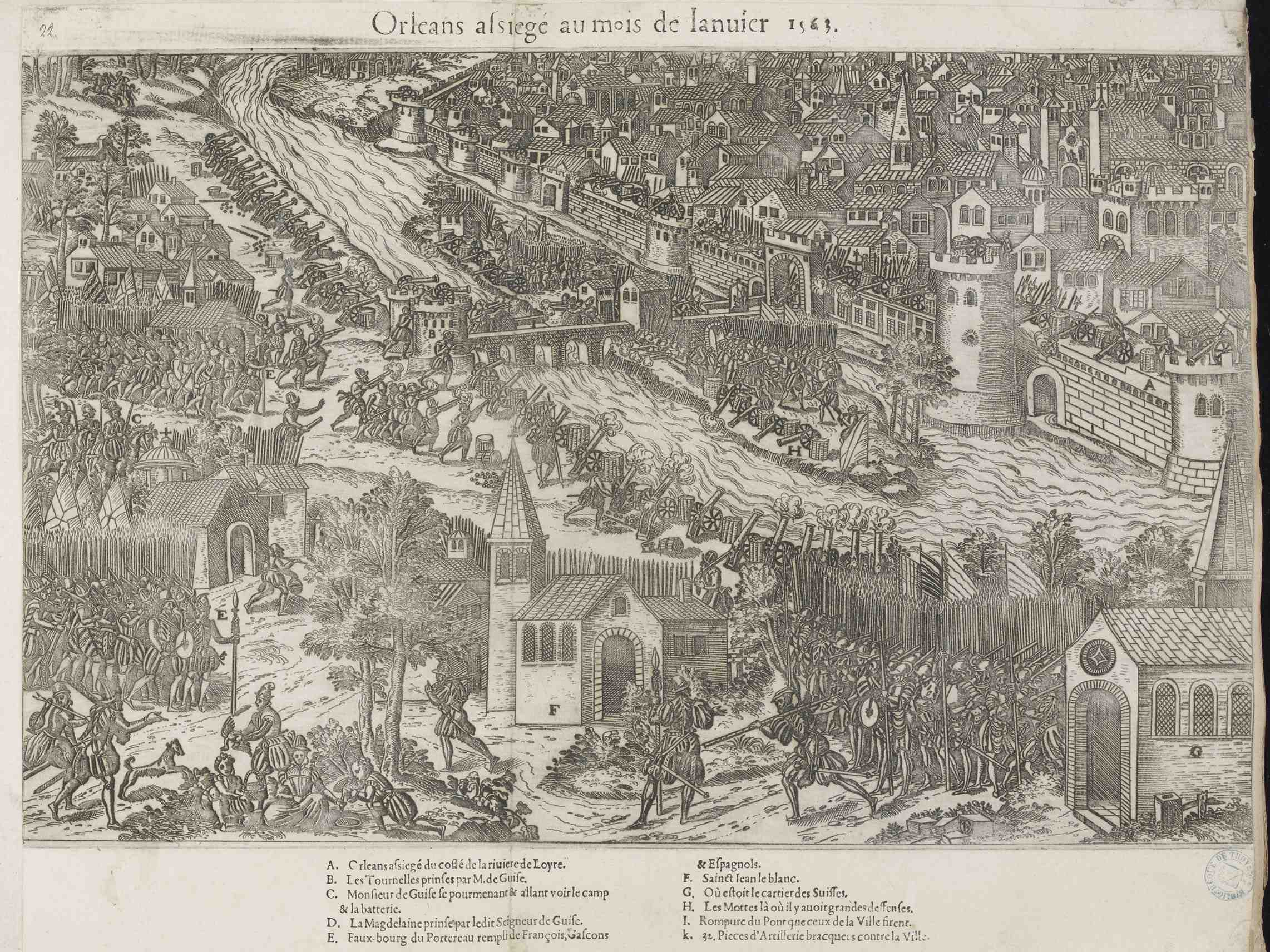
Die Belagerung von Orléans, Gravur von Jacques Tortorel und Jean-Jacques Pérrissin

Die Belagerung von Orleans fand vom 5. bis zum 19. Februar 1563 und war die letzte wichtige militärische Aktion des ersten Hugenottenkriegs. Nach der Niederlage in der Schlacht bei Dreux zogen sich die aufständischen Hugenotten mit ihren verbliebenen Truppen auf die Stadt zurück. François de Lorraine, Duc de Guise, der einzige königliche Befehlshaber, der nicht in Gefangenschaft war, belagerte die Stadt in der Hoffnung, dass ihrer Kapitulation einen vollständigen Sieg für die Streitkräfte der Krone bedeuten würde. Er konnte die Vorstädte besetzen, wurde aber bei der Belagerung ermordet, bevor er sie zu Ende führen konnte. Daraufhin konnten der gefangene Louis I. de Bourbon, Prince de Condé, und Anne de Montmorency auf Anweisung von Katharina von Medici mit dem Edikt von Amboise einen Kompromiss zur Beendigung des ersten Krieges aushandeln.

## Hintergrund

### Kriegserklärung
Nachdem der Duc de Guise das Massaker von Wassy verübt hatte, verließ der Prince de Condé Paris, wo er und seine Anhänger sich niedergelassen hatten, um zu rebellieren.
Er wählte die Stadt Orléans, um den Beginn dieser Rebellion gegen die Krone zu verkünden, indem er sie am 2. April einnahm und am 8. April von der Stadt aus das Manifest seines Aufstands veröffentlichte. Es folgte eine Welle von Stadtbesetzungen durch Hugenotten in ganz Frankreich, u. a. in Tours, Le Havre, Rouen und Lyon. Die Stadt Orléans wurde protestantisch; es wurden nur noch reformierte Gottesdienste geduldet; ihre Institutionen (der Gouverneur, die Ratsherren usw.) wurden übernommen und der Bischof im April 1562 abgesetzt. Kirchen wurden entweiht und Reliquien zerstört.
Im Mai schickte Katharina Villars und Scépeaux nach Orléans, um Condé ein Angebot zu unterbreiten: Sie schlug vor, das Triumvirat seines Amtes zu entheben, ohne dass die Hugenotten entwaffnet werden müssten, und die Streitkräfte der Krone sollten unter der alleinigen Kontrolle von Condés Bruder Navarra bleiben. Condé war jedoch mit diesen Bedingungen nicht zufrieden und schlug vor, die vollständige Religionsfreiheit zu gewähren, bevor er sich entwaffnen würde. Da Katharina dem nicht zustimmen konnte oder wollte, rief sie die beiden Marschälle aus der Stadt zurück.

### Erste Belagerung
Nachdem die königliche Armee zunächst durch den anfänglichen Ansturm der Hugenotten überrumpelt worden war, war sie im Juni bereit, mit ihrem Hauptkorps von 16.000 Mann in die Offensive zu gehen. Da die Krone nicht in der Lage war, mehr Truppen zu finanzieren und ein zweites Heer aufzustellen, stand sie vor einem Dilemma: Sollte sie direkt ins Zentrum der Rebellion in Orléans vorstoßen oder zunächst die Gegend um Paris räumen. Die Militärs entschieden sich für ein doppeltes Vorgehen: Der Hauptteil marschierte auf Orléans zu, um die Rebellenarmee in der Stadt einzuschließen, während die Kommandeure der Provinzen, die unabhängig von der Krone eigene Truppen aufgestellt hatten, die Gegend um Paris säubern sollten. Condé war sich bewusst, dass die große Menge an Kavallerie, die ihm zur Verfügung stand, seine Bemühungen, einer Belagerung zu widerstehen, nur behindern würde, und beschloss stattdessen, seine Truppen zu zerstreuen und seine Armee über Nordfrankreich zu verteilen.
Da Paris nicht mehr von einer großen Armee bedroht war und Blois erst kürzlich zurückerobert worden war, hatte die Krone neue Optionen für ihr weiteres Vorgehen. Es wurden fliegende Kolonnen unter Louis, dem Duc de Montpensier, und Jacques d’Albon, Seigneur de Saint André, ausgesandt, um verschiedene kleinere, von Hugenotten eroberte Gebiete zurückzuerobern, während eine Truppe unter dem Duc d’Aumale, Rouen angriff. Die königliche Armee rückte unterdessen nach Bourges vor, wo sie die Stadt durch Belagerung schnell einnahm, während Orléans im Süden und Westen abgeschnitten war.
Da Orléans von der Außenwelt abgeschnitten war, beschloss das Heer, die Stadt nur locker zu belagern und die Truppen zu blockieren, um die Stadt zu isolieren, während sich der Hauptteil des königlichen Heeres nach Rouen begab, wo es Aumale mit seiner kleinen Truppe nicht gelungen war, die Stadt einzunehmen. Dies war nicht unumstritten, denn Navarra plädierte dafür, zuerst Orléans zu belagern, wurde aber durch die Information, dass in Orléans die Pest wütete, überstimmt. Außerdem bestand immer noch die Hoffnung, dass er sich mit seinem Bruder Condé einigen konnte, um wertvolle Ressourcen zu sparen, die bei einer gezielten Belagerung verloren gegangen wären.

### Blockadekräfte
Trotz ihrer zahlenmäßigen Unterlegenheit waren die Aufständischen nicht untätig geblieben, und eine Truppe von mehreren Tausend Söldnern aus dem Heiligen Römischen Reich war unter François de Coligny-d’Andelot angeworben worden, der nun im Oktober an ihrer Spitze wieder ins Land kam. Die königliche Armee, die mit der Belagerung von Rouen beschäftigt war, wurde durch diese Entwicklung frustriert und beauftragte Saint André, die Söldner abzufangen und mit Hilfe der Abschirmungstruppen um Orléans die Verbindung zum Hauptquartier der Rebellen zu blockieren, was ihm jedoch nicht gelang, so dass Andelot mit den Söldnern Anfang November in Orléans eintraf, das nicht einmal mehr lose belagert wurde.
Mit diesen Truppen in der Hand konnte Condé nun eine offensivere Strategie planen, und im November stellte er die Rebellenarmee in der Stadt für einen schnellen Vorstoß auf Paris neu auf und rückte rasch aus Orléans vor. Sein Vorstoß auf Paris wurde jedoch vereitelt, und als die zahlenmäßig wieder überlegene königliche Armee ihn aus der Stadt vertrieb, war er gezwungen, bei der Stadt Dreux zu kämpfen.

### Dreux und seine Folgen

#### Rebellen
Nach der Niederlage bei Dreux flohen die Reste von Condés Armee, die nun unter dem Kommando von Gaspard II. de Coligny stand, während dieser in Gefangenschaft war, nach Süden, wobei sich die Kavallerie mit dem gefangenen Montmorency in guter Ordnung in die Stadt zurückziehen konnte. Coligny blieb jedoch nicht lange in Orléans, sondern brach am 1. Februar zu einem geplanten Vorstoß in die Normandie auf und überließ Andelot die Leitung der Stadtverteidigung. Coligny hoffte, mit den Engländern, die in Le Havre Fuß gefasst hatten, in Verbindung treten zu können und dort Geld zu erhalten, mit dem er seine meuternden Truppen bezahlen konnte. Andelot musste sich in der Zwischenzeit dem Herzog von Guise stellen, der am 5. Februar eintraf, um die Stadt zu erobern.

#### Die Krone
Mit der Schlacht von Dreux verlor die Krone zwei ihrer drei verbliebenen Hauptbefehlshaber: Saint-André war tot und Montmorency gefangen. Damit hatte Guise die totale Kontrolle über die Kriegsanstrengungen der Krone, und während die Königinmutter, Condé und Montmorency auf eine Verhandlungslösung drängten, errang er bei Orléans einen triumphalen Sieg. In Anerkennung seiner unbestrittenen militärischen Vormachtstellung wurde er drei Tage nach der Schlacht zum Lieutenant-général du Royaume ernannt, ein Posten, den formell der verstorbene Navarra innehatte. Er konnte die Rebellen jedoch nicht sofort verfolgen, da die Armee der Krone in der Schlacht schwer geschädigt worden war. Als er im Januar nach Süden zog, traf er auf die neu aufgestellten Truppen unter Coligny und wurde zurückgeschlagen. Er ließ sich nicht beirren und setzte seinen Marsch nach Süden fort, wobei er neue Hauptleute und Truppen aufstellte. Er eroberte Étampes und stellte die Verbindung zwischen Blois und Paris wieder her, bevor er bei Beaugency in der Nähe von Orléans die Loire überquerte und am 5. Februar am linken Ufer der Stadt ankam.

## Die Belagerung

### Beteiligte Truppen

#### Guise
Als Guise am linken Ufer der Stadt ankam, war er mit Gendarmeriekompanien, insgesamt etwa 10.000 Mann, und verschiedenen anderen Einheiten unterwegs. Er kam jedoch nicht mit der Artillerie an, da diese unterwegs durch schlechtes Wetter aufgehalten wurde. Weitere schlechte Nachrichten kamen für den Herzog mit der Nachricht von der Zerstörung der Pulverfabrik in Paris Ende Januar, so dass die Artillerie, als sie eintraf, gezwungen war, ihr Pulver aus dem spanischen Flandern zu beziehen. Die knappen Finanzen der Krone hatten dazu geführt, dass die Truppen des Herzogs in einem schlechten Zustand waren, dass sie gezwungen waren, auf dem Land zu leben, in den Häusern von Dorfbewohnern in der Nähe unterzukommen und in vielen Kilometern Entfernung nach Vorräten zu suchen. Im März bat die Königinmutter Gonnor, 400.000 Livres zu schicken, um den Bedarf der Armee in Orléans zu decken, und beklagte, dass die Soldaten „in großer Not“ seien.

#### Orléans
Obwohl Orléans nicht gerade für seine Befestigungsanlagen bekannt war, waren die Befestigungen in der Stadt während des Bürgerkriegs nicht untätig gewesen. Die Vorstadt Portoreau war im Sommer zuvor mit Befestigungsanlagen versehen worden. Zu diesem Zweck waren am Eingang der Vorstadt zwei Bastionen errichtet worden, die die kritische Brücke zur Hauptstadt kontrollierten. Die Brücke selbst wurde durch weitere Türme, die so genannten „Tourelles“, geschützt, und eine letzte Schutzzone befand sich auf der Insel auf halber Strecke der Brücke.

### Einnahme von Portereau
Als energischer Befehlshaber machte sich Guise daran, den kritischen Vorort Portereau einzunehmen, der ihm den Weg in die Stadt versperrte. Seine Truppen täuschten einen Angriff auf die von den gaskognischen Verteidigern kontrollierte Bastion vor, änderten dann aber den Kurs und griffen plötzlich die andere, von deutschen Landsknechten kontrollierte Bastion an, wobei sie die dortigen Verteidiger völlig überraschten; die Mauern waren schnell erklommen. Um den Sieg nicht zu verspielen, verfolgten die Belagerer die fliehenden Verteidiger, die sich über die Brücke in die Sicherheit der Stadtmauern zurückzogen, doch Guise hatte noch nicht die Kraft, die Stadt einzunehmen, und wurde bei diesem Versuch zurückgeschlagen.
Einige Tage nach der Eroberung der Bastionen gelang es Guise, die Tourelles einzunehmen. Jetzt musste er nur noch die Insel auf der Brücke einnehmen, um seine Kanonen so nah zu platzieren, dass er die Stadt in die Knie zwingen konnte. Die belagerten Verteidiger wurden immer verzweifelter und begannen, das Messing von Kirchenglocken und anderen Ornamenten zu behelfsmäßigen Kanonenkugeln umzufunktionieren, was einen furchterregenden Effekt hatte.
Guise versuchte zunächst, den Fluss mit Sandsäcken zu füllen, um die Insel begehbar zu machen, doch die Heftigkeit des Flusses zu dieser Jahreszeit machte dies unpraktisch, so dass er beschloss, den Fluss umzuleiten, um seine Ziele zu erreichen.

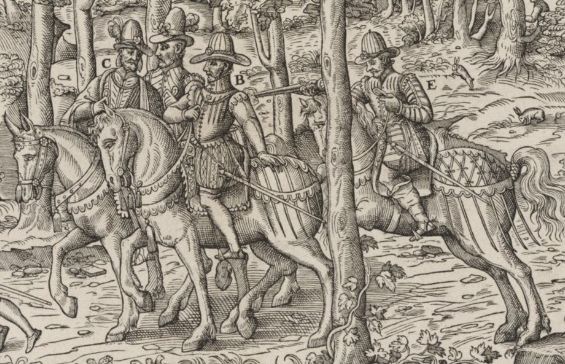
Attentat auf den Duc de Guise am 18. Februar 1563, Gravur von Tortorel und Perrissin

### Attentat auf den Herzog von Guise
Da die Kanonen nun nahe genug waren, konnte Guise die Stadtmauern an mehreren Stellen durchbrechen, was ihn möglicherweise dem Sieg bei der Belagerung näher brachte. Am 18. Februar schrieb er an die Königinmutter und versicherte ihr, dass der Sieg in greifbarer Nähe sei und die Stadt innerhalb der nächsten 24 Stunden fallen würde. Der Herzog kehrte am Abend aus der Vorstadt in sein Quartier zurück und musste auf dem Weg dorthin einen kleinen Fluss überqueren, und die Fähre hatte nur eine begrenzte Kapazität, so dass er in der Nähe seines Zeltes fast allein war. Jean de Poltrot, der vorgab, einige Tage zuvor zum Lager des Herzogs übergelaufen zu sein, versteckte sich in den Büschen entlang seines Weges und gab drei Schüsse aus nächster Nähe in den Rücken des Herzogs ab, bevor er floh. Er verirrte sich jedoch in der Nacht und konnte nicht aus dem Sektor entkommen, sondern gestand seine Schuld, als er von einigen patrouillierenden Soldaten gefangen genommen wurde. Der Herzog starb 24. Februar 1563 an seinen Verletzungen. Die Belagerung endete mit seinem Tod, da die Armee keinen Anführer mehr hatte.

## Nachwirkungen

### Letzter hugenottischer Feldzug des Krieges
Während Guise die Stadt angriff, war Coligny bei seinem Feldzug in der Normandie erfolgreich. Obwohl seine deutschen Truppen das Land bis zur Meuterei verwüstet hatten, gelang es ihm schließlich, von seinen nominellen englischen Verbündeten 8000 Kronen zu erhalten. Mit dieser Summe und der Bezahlung seiner Truppen konnte er in der Region schnelle Erfolge erzielen, da die einzigen Kronentruppen in der Region bei der Belagerung von Le Havre gebunden waren. Am 1. März eröffnete er das Feuer auf die Stadt Caen, die im Inneren vom Marquis d’Elbeuf, verteidigt wurde, dem nichts anderes übrig blieb, als die Stadt am nächsten Tag aufzugeben. Bayeux kapitulierte daraufhin vor Coligny, was seine Konsolidierung der nördlichen Region weiter vorantrieb.

### Frieden vereinbart
Das Wiedererstarken der Hugenotten im Normannenfeldzug, der erneute Zerfall der Autorität im Südwesten Frankreichs um La Rochelle und Guyenne, die zuvor vom Seigneur de Montluc unterworfen worden waren, und der Tod des Herzogs von Guise drängten die Krone dazu, eine Verhandlungslösung zu suchen. Ein weiterer Anstoß zum Frieden kam von den zusammenbrechenden Finanzen des Staates, der kaum noch in der Lage war, die Söldner zu unterhalten, die er so lange hatte aufstellen müssen. Daher sorgte die Königinmutter dafür, dass Conde und Montmorency am 8. März aus ihren jeweiligen Gewahrsamsverhältnissen entlassen wurden. Sie trafen sich noch am selben Tag auf der Île aux Bœufs, um über den Frieden zu verhandeln, und nachdem sie zufriedenstellende Bedingungen vereinbart hatten, erhielt das Edikt von Amboise am 19. März die königliche Zustimmung.

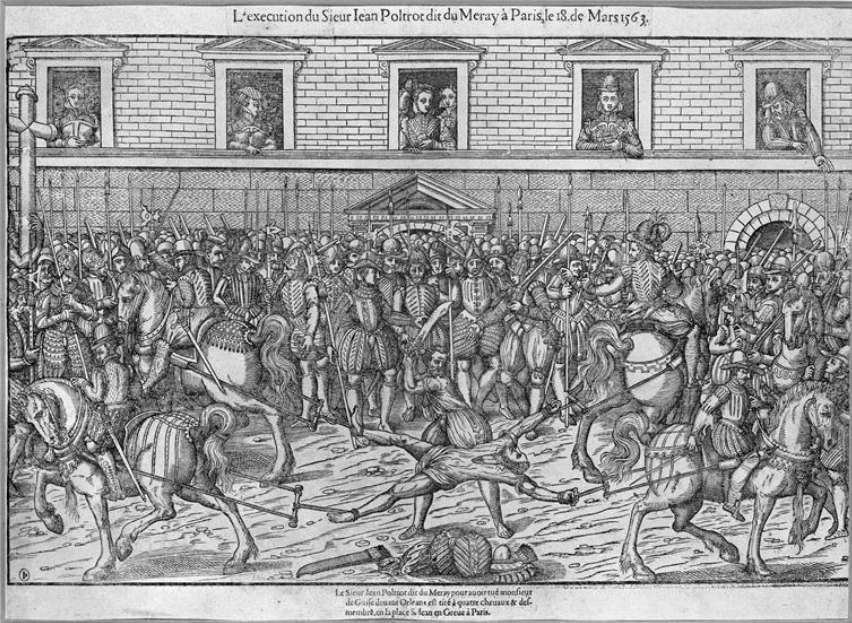
Hinrichtung von Jean de Poltrot

### Blutfehde
Unter der Folter beschuldigt Poltrot Coligny, an seinem Komplott zur Ermordung des Herzogs von Guise beteiligt gewesen zu sein. Von der Normandie aus protestiert Coligny am 12. März heftig und behauptet, er habe Poltrot lediglich als Spion angeheuert, um das Lager des Herzogs auszuforschen, und das Mordkomplott sei somit eindeutig seine Initiative gewesen. Poltrot änderte sein Geständnis, wiederum unter Folter, am 18. März und behauptete stattdessen, Jean V. de Parthenay sei der Drahtzieher der Operation gewesen. Poltrot wurde am 18. März in Paris vor einer großen Menschenmenge hingerichtet, einen Tag bevor die im Edikt von Amboise vorgesehene Amnestie für während des Krieges begangene Verbrechen in Kraft trat. Während Guise auf dem Sterbebett um Vergebung für seinen Mörder bittet, ist seine Familie anderer Meinung und vermutet Coligny als Organisator. Montmorency nimmt seinen Neffen unter seinen Schutz, wodurch der Streit zwischen den beiden Häusern entbrennt. Montmorency gewinnt zunächst die Oberhand und erreicht, dass die Ermittlungen gegen Coligny 1564 eingestellt werden. 1572 jedoch wird Henri I. de Lorraine, Duc de Guise, den Mord an Coligny während der ersten Stunden des Massakers am Bartholomäus-Tag beaufsichtigen.